# Superfície específica
|  | Per a altres significats, vegeu «Superfície». |

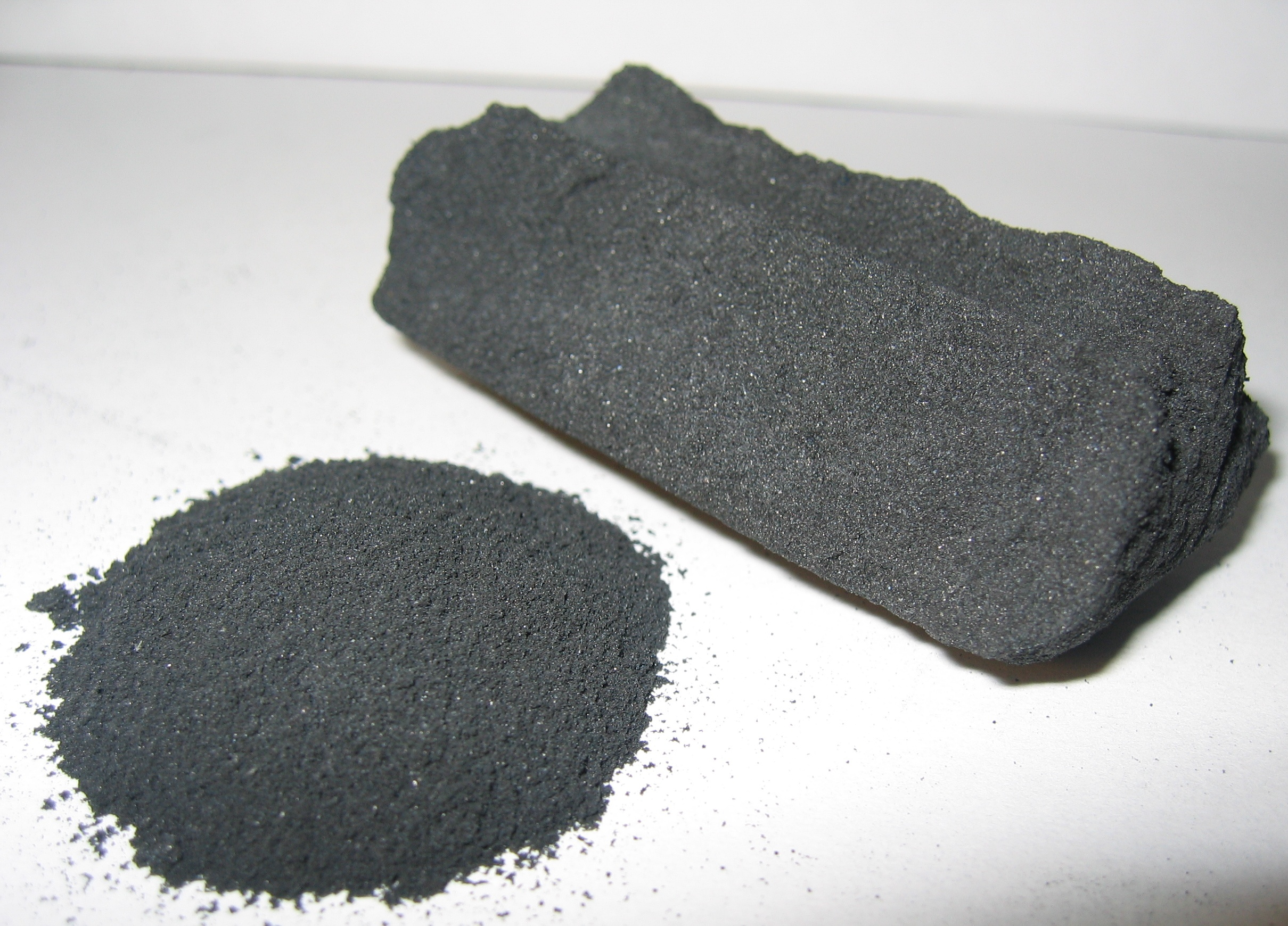
El carbó actiu és un dels materials amb més superfície específica. Té 500 metres quadrats per cada gram.

La superfície específica es refereix a la superfície real d'un objecte per oposició a la superfície aparent. La superfície específica és una propietat dels sòlids i és la raó aritmètica entre l'àrea superficial total i la massa del sòlid, o volum en brut, o àrea en la secció transversal.

La superfície té gran importància en els fenòmens on intervenen les superfícies com l'adsorció, l'absorció o els intercanvis de calor (transferència tèrmica).
La superfície específica s'expressa generalment per unitat de massa, en metre quadrat per kilogram (m²·kg-1), o en una de les unitats derivades (per exemple metre quadrat per gram, 1 m²·g-1 = 1000 m²·kg-1). De vegades se'n diu àrea màssica.
També s'expressa en superfície per unitat de volum, sigui en metres quadrats per metre cúbic (m²·m-3 = m-1), però fer-ho així és poc corrent.

## Il·lustració

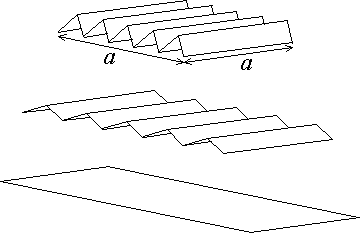
Si la superfície té ratlladures, (representada aquí per triangles) la seva àrea superficial és més gran.

Si es considera un cub d'aresta a que presenti ratlladures regulars, les ratlladures tenen un perfil triangular. La superfície aparent Sapp del cub és la suma de les àrees de les seves sis cares : 
Saparent = 6⋅a².
Però veient una cara de prop: cada cara és un solc, cal tenir en compte l'àrea dels flancs de cada solc. Si « despleguem » la superfície, es veu que obtenim una àrea més gran que la superfície aparent; la superfície real és superior a la superfície aparent, són iguals si la superfície és estrictament plana i llisa: 
Sreal ≥ Saparent

## Superfície específica i porositat
Un porus és una cavitat dins un objecte. Si aquesta cavitat desemboca a la superfície, es parla de "porositat oberta". En aquest cas, els fluids s es poden difondre en el porus. Un porus obert participa, doncs, en la superfície específica.

## Superfície específica i granulometria
En el cas d'una pols, la superfície real és la suma de les superfícies dels grans. De manera general : per una massa en un volum donat, com més fins siguin els grans més important serà la superfície específica.
Superfície específica (a) = Superfície total (m-2) de les partícules individuals de sòl (Massa de l'Àrea - As) / Unitat de Massa Seca (Ms) (g)
Suposem que els grans siguin esfèrics i tots amb el mateix radi r; tots ells tenen la mateixa massa volúmica ρ (de vegades anomenada « densitat teòrica », ja que és la densitat de la matèria sota forma massiva). El volum d'un gra de pols és:
v = 4/3·π·r3 i la massa d'un gra és m = ρ·v = ρ·4/3·π·r3.
La seva superfície és:
s = 4·π·r².
Si es consideren n grans, representen una massa M = n·m = n·ρ·4/3·π·r3 i la superfície real és :
Sreal = n·s = n·4·π·r².
Per tant, es pot enllaçar la superfície real amb la massa total i al radi: 
Sreal = 3·M/(ρ·r ); i es té per la superfície específica: Ssespècifica = 3/(ρ·r ).
S'observa que per una quantitat de matèria donada, la superfície específica és inversament proporcional al radi dels grans de pols.
Aquest model està simplificat, ja que els grans no són en general ni esfèrics ni de la mateixa mida i a més a més es poden aglomerar (cosa que en disminueix la superfície lliure).

## Exemples i aplicacions

### Intercanviadors de calor

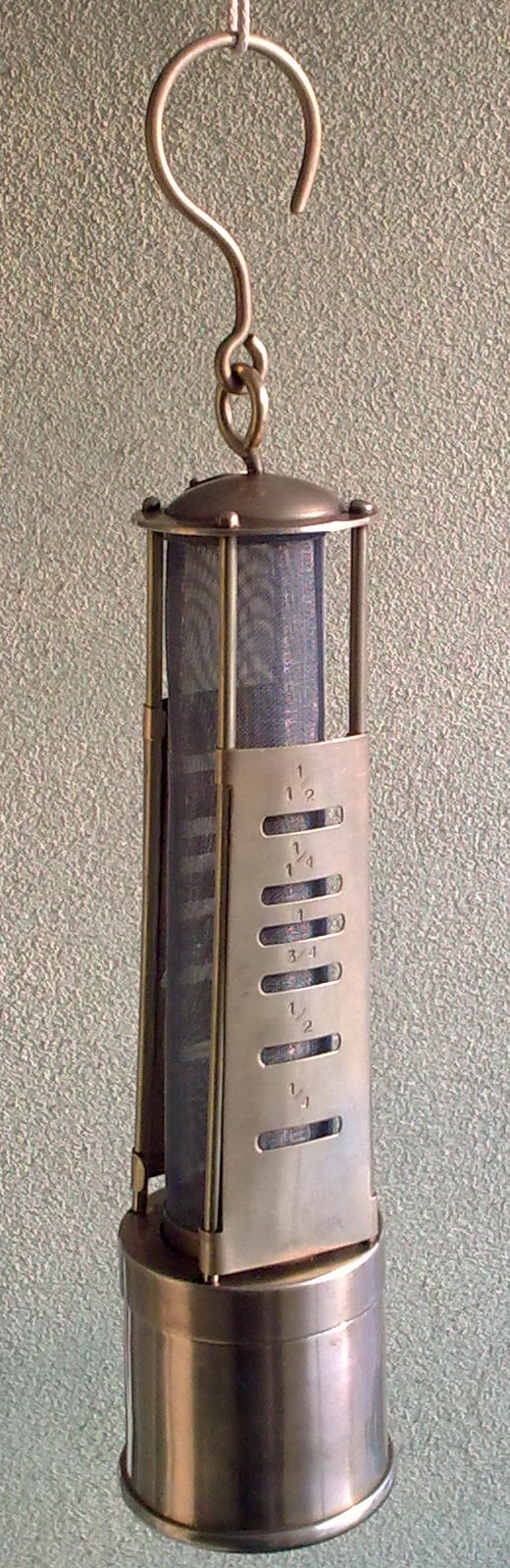
Làmpada de Davy

Intercanviador de calor de tubs rectilinis

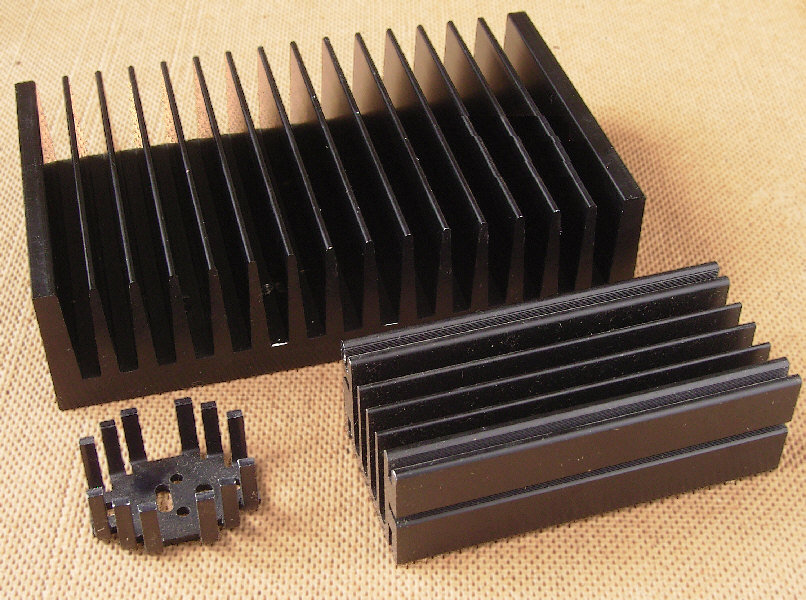
Radiadors intercanviadors de calor) per a microprocessadors d'ordinador

Per a reduir la pèrdua de calor, els pingüins de l'Antàrtida i també altres animals com les abelles dins el rusc a l'hivern, es reagrupen reduint així la superfície exposada al fred. En el cas dels humans s'adopta la posició fetal la qual també redueix la superfície corporal exposada al fred.
De manera inversa augmentant la superfície exposada augment l'intercanvi de calor.
- Els radiadors poden adoptar formes complexes per tenir una major superfície d'intercanvi
- la cogeneració: recuperació de la calor del fum ;
- per evitar la propagació d'una flama dins una atmosfera explosiva, es protegeixen els aparells per un tamís fi on la calor es dissipa, aquest és el principi de la làmpada de Davy utilitzada per evitar les explosions de grisú.

### Absorció i contacte entre els reactius

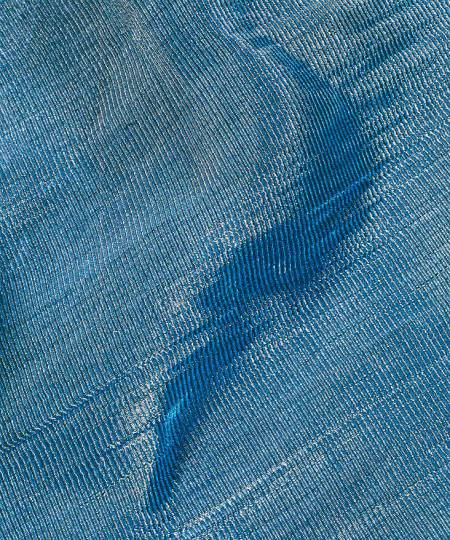
Tamís de platí

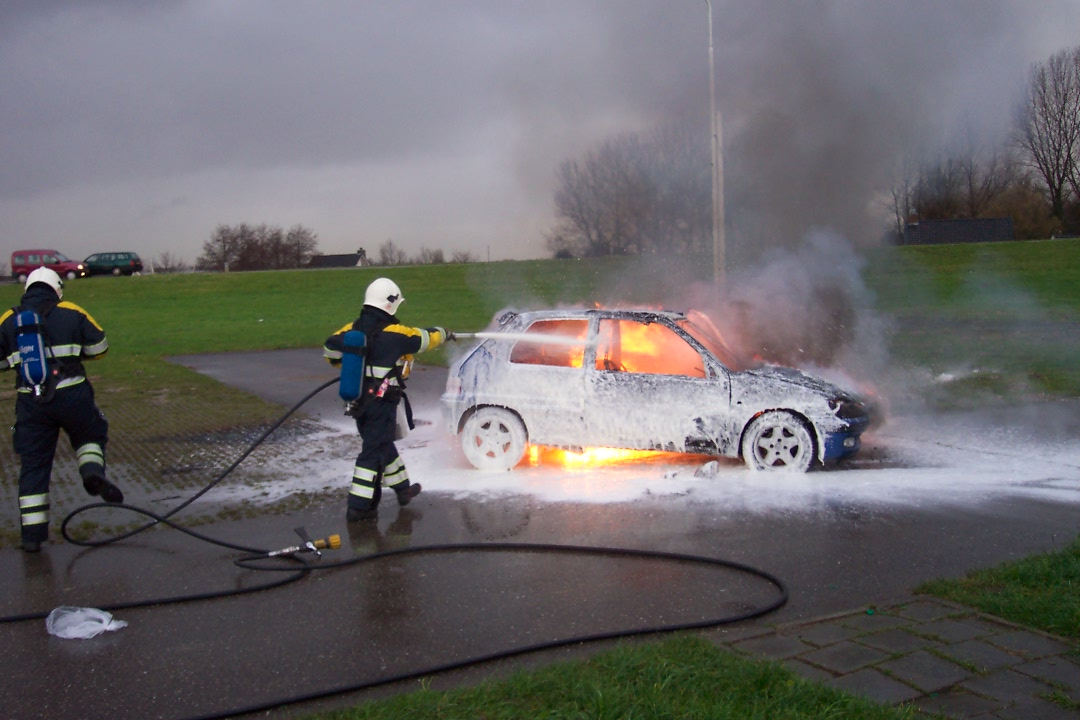
Escuma contra els incendis d'hidrocarburs

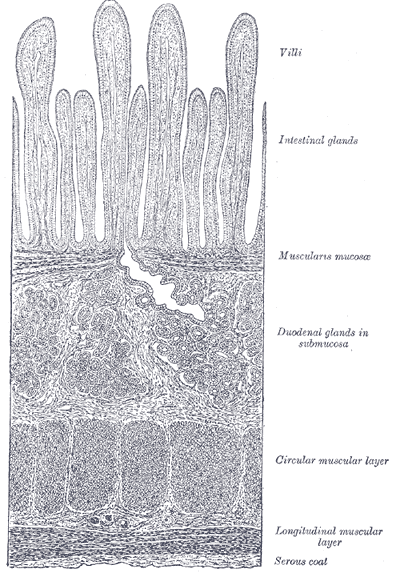
Pilositats intestinals

Una esponja de bany té molta superfície específica (molta porositat). Així pot absorbir molta aigua. Una pedra tosca també és molt porosa i l'aire que té dins permet disminuir la seva massa volúmica aparent.
L'intestí també té molta superfície específica gràcies a la seva pilositat intestinal: al voltant de 250 m² per una llargada de 7 m i un diàmetre de 4 cm, amb 2,8⋅104 m-1.
En el cas de la catàlisi heterogènia la reacció química té lloc a la superfície del catalitzador i se cerca tenir la major superfície amb la menor quantitat de matèria (el platí o el pal·ladi que sovint s'usen, són molt cars) 
- El carbó actiu té una superfície específica entre 400 i 2500 m²⋅g-1, o sigui 4⋅10⁵ a 2,5⋅10⁶ m²⋅kg-1, essencialment per la seva porositat ;
- el níquel de Raney disponible comercialment té una superfície específica mitjana de l'ordre de 100 m²⋅g-1, o sigui 10⁵ m²⋅kg-1.

Quan un material presenta una gran superfície específica esdevé molt reactiu. Per això l'oxidació d'un material poc perillós com el ferro una vegada rovellat, pot esdevenir explosiu i pot haver el fenomen de l'explosió de pols, cosa que també pot ocórrer en la pols produïda per l'esmicolament de cereals emmagatzemats en una sitja.
Exemple: per lluitar contra els incendis d'hidrocarburs els bombers recobrixen la capa inflamada amb una escuma aïllant de massa volúmica feble que li permet flotar sobre l'hidrocarbur creant una emulsió amb una gran superfície específica.